# Bracteool
Een bracteool, bracteole, steelblaadje of vruchtklep is een bladachtige structuur die tussen de bracteeën en de kelk staat. Een bracteool is vaak klein, zoals bij de Lipbloemenfamilie, maar kan ook zo groot zijn dat deze de kelk bedekt, zoals bij de haagwinde. Bij melde vormen twee bracteolen karakteristieke vruchtkleppen, die als een soort vleugels aan de vrucht zitten, waardoor deze beter door de wind verspreid wordt.
|  |  |  |